# HD 108250
HD 108250，又名CP-62 2742，SAO 251903、HR 4729，是一颗恒星，视星等为4.86，位于銀經300.12，銀緯-0.39，其B1900.0坐标为赤經12h 20m 57.1s，赤緯-62° -0.39′ 4″。